# 費多里夫卡 (梅切比洛韋長老區)
49°4′51″N 36°41′9″E / 49.08083°N 36.68583°E
費多里夫卡（烏克蘭語：Федорівка）是位於烏克蘭東部的村莊，由哈爾科夫州伊久姆區巴爾溫科韋市鎮的梅切比洛韦长老区負責管轄。該村處於布里泰河左岸，始建於1927年，面積0.47平方公里，海拔高度126米，2001年人口85。